# آلواریون
آلواریون (به انگلیسی: Alvarion) یک شرکت خدماتی نسل چهارم شبکه تلفن همراه است. این شرکت در سال ۱۹۹۲ تأسیس شده‌است.